# Начерадская, Яна
Я́на Начерадская (чеш. Jana Načeradská, урожд. Я́на Шафа́рикова, чеш. Jana Šafaříková; род. 29 мая 1985) — чешская кёрлингистка.
Играет в основном на позиции второго.
Начала заниматься кёрлингом в 2000, в возрасте 15 лет.

## Достижения
- Чемпионат Чехии по кёрлингу среди женщин: золото (2007, 2008, 2011), серебро (2010, 2016), бронза (2009, 2023, 2024).
- Чемпионат Чехии по кёрлингу среди смешанных команд: серебро (2004, 2009).
- Чемпионат Чехии по кёрлингу среди смешанных пар: серебро (2018).
- Чемпионат Чехии по кёрлингу среди юниоров: серебро (2004), бронза (2003).

## Команды
| Сезон                                               | Четвёртый          | Третий            | Второй              | Первый                                  | Запасной                                                      | Турниры                              |
| --------------------------------------------------- | ------------------ | ----------------- | ------------------- | --------------------------------------- | ------------------------------------------------------------- | ------------------------------------ |
| 2002—03                                             | Сара Ягодова       | Ленка Черновска   | Яна Шафарикова      | Kristýna Šamšová                        |                                                               | ЧЧЮ 2003                             |
| 2003—04                                             | Яна Шафарикова     | Ленка Черновска   | Kateřina Samueliová | Катержина Урбанова                      | Andrea Dlabalová                                              | ЧЧЮ 2004                             |
| 2006—07                                             | Катержина Урбанова | Ленка Черновска   | Яна Шафарикова      | Dana Chabičovská                        | Яна Шиммерова                                                 | ЧЧЖ 2007                             |
| 2007—08                                             | Катержина Урбанова | Ленка Черновска   | Яна Шафарикова      | Dana Chabičovská (ЧЕ) Сара Ягодова (ЧМ) | Сара Ягодова (ЧЕ) Яна Шиммерова (ЧМ) тренер: Vlastimil Vojtus | ЧЕ 2007 (8 место) ЧМ 2008 (12 место) |
| 2007—08                                             | Катержина Урбанова | Ленка Черновска   | Яна Шафарикова      | Яна Шиммерова                           | Dana Chabičovská тренер: Vlastimil Vojtus                     | ЧЧЖ 2008                             |
| 2008—09                                             | Катержина Урбанова | Ленка Черновска   | Яна Шафарикова      | Яна Шиммерова                           | Зузана Гайкова (ЧЕ) тренер: Edward Dezura                     | ЧЕ 2008 (10 место)                   |
| 2008—09                                             | Яна Шафарикова     | Ленка Черновска   | Зузана Гайкова      | Катержина Урбанова                      | Dana Chabičovská тренер: Vladimír Černovský                   | ЧЧЖ 2009                             |
| 2009—10                                             | Линда Климова      | Ленка Черновска   | Яна Шафарикова      | Камила Мошова                           | Сара Ягодова тренер: Vladimír Černovský                       | ЧЧЖ 2010                             |
| 2010—11                                             | Линда Климова      | Камила Мошова     | Ленка Черновска     | Сара Ягодова                            | Яна Шафарикова тренер: Катержина Урбанова                     | ЧЧЖ 2011                             |
| 2012—13                                             | Яна Шафарикова     | Сара Ягодова      | Monika Podrábská    | Kateřina Jiralová                       | Barbora Vojtušová                                             | ЧЧЖ 2013 (5 место)                   |
| 2015—16                                             | Яна Начерадская    | Barbora Vojtušová | Monika Podrábská    | Dana Chabičovská                        |                                                               | ЧЧЖ 2016                             |
| 2016—17                                             | Яна Начерадская    | Barbora Vojtušová | Dana Chabičovská    | Kateřina Jiralová                       | Monika Podrábská                                              | ЧЧЖ 2017 (4 место)                   |
| 2021—22                                             | Sabina Horská      | Яна Начерадская   | Eliška Soukupová    | Lenka Hronová                           | Eva Miklíková, Iveta Janatová, Markéta Taberyová              | ЧЧЖ 2022 (4 место)                   |
| 2022—23                                             | Eliška Soukupová   | Яна Начерадская   | Eva Miklíková       | Lenka Hronová                           | Sabina Horská, Iveta Janatová, Markéta Taberyová              | ЧЧЖ 2023                             |
| 2023—24                                             | Lenka Hronová      | Iveta Janatová    | Яна Начерадская     | Eliška Candra Soukupová                 | Петра Климова тренер: Michal Vojtuš                           | ЧЧЖ 2024                             |
| Кёрлинг среди смешанных команд (mixed curling)      |                    |                   |                     |                                         |                                                               |                                      |
| 2003—04                                             | Andrea Dlabalová   | Иржи Снитил       | Яна Шафарикова      | Марек Выдра                             |                                                               | ЧЧСК 2004                            |
| 2004—05                                             | Марек Выдра        | Яна Шафарикова    | Petr Horák          | Jana Jelínková                          |                                                               | ЧЧСК 2006 (19 место)                 |
| 2008—09                                             | Vít Nekovařík      | Ленка Черновска   | Карел Угер          | Катержина Урбанова                      | Яна Шафарикова                                                | ЧЧСК 2009                            |
| 2011—12                                             | Радек Богач        | Камила Мошова     | Martin Mulač        | Сара Ягодова                            | Яна Шафарикова                                                | ЧЧСК 2012 (4 место)                  |
| 2012—13                                             | Радек Богач        | Камила Мошова     | Martin Mulač        | Сара Ягодова                            | Яна Шафарикова                                                | ЧЧСК 2013 (6 место)                  |
| Кёрлинг среди смешанных пар (mixed doubles curling) |                    |                   |                     |                                         |                                                               |                                      |
| 2016—17                                             | Яна Начерадская    | Радек Богач       |                     |                                         |                                                               | ЧЧСП 2016 (9 место)                  |
| 2017—18                                             | Яна Начерадская    | Радек Богач       |                     |                                         |                                                               | ЧЧСП 2017                            |
| 2018—19                                             | Яна Начерадская    | Радек Богач       |                     |                                         |                                                               | [ 4 ]                                |
| 2020—21                                             | Яна Начерадская    | Радек Богач       |                     |                                         |                                                               | ЧЧСП 2021 (?? место)                 |

(скипы выделены полужирным шрифтом)